# Franz Neuens
Franz Neuens (6 de setembro de 1912 — 24 de abril de 1985) foi um ciclista luxemburguês, que competiu na prova individual e por equipes do ciclismo de estrada nos Jogos Olímpicos de 1936, disputadas na cidade de Berlim, Alemanha.